# Emma Plank (Pädagogin)
Emma Plank (geboren 11. November 1905 in Wien als Emma Spira, Österreich-Ungarn; gestorben 13. März 1990 in Cleveland) war eine austroamerikanische Pädagogin.

## Leben
Emma Spira, genannt Nuschi, war eine Tochter des Beamten Emil Spira und der Doris Langbein, sie hatte den 1913 geborenen Bruder Leopold Spira. Nach der
Volksschule besuchte sie das Öffentliche Mädchenlyzeum des Schulvereins der Beamtentöchter. Mit 13 Jahren nahm sie an einem von Eugenie Schwarzwald organisierten Sommerlager in Bad Ischl teil und gehörte mit 16 zu den Leiterinnen eines Pfadfinderlagers. Ab 1922 war sie Montessori-Pädagogin im „Haus der Kinder“ in Wien X. Sie studierte 1924 ein Semester bei Géza Révész in Amsterdam und besuchte 1927 einen Kurs in Montessoripädagogik in Berlin, besuchte Fachseminare in der Schweiz, Dänemark und England und gehörte in Wien zu den führenden Praktikerinnen der Montessori-Bewegung. Spira machte 1927 an der Bundeslehrerinnenanstalt eine staatliche Prüfung für das Lehramt für Volksschulen und unterrichtete ab 1931 die Montessori-Klassen in der Volksschule in der Grünentorgasse, Wien IX. 1932 heiratete sie den Wiener Rechtsanwalt Robert Plank. Spira-Plank machte eine Lehranalyse bei Annie Reich.
Nach dem Anschluss Österreichs flohen Emma und Robert Plank nach London, wo sie ein Heim für baskische Flüchtlingskinder, das Basque Children’s Home, aufbauten, und gingen im selben Jahr weiter in die USA, wo sie sich als Haushilfe und dann als Lehrerin an der Presidio Hill School in San Francisco durchschlug. Sie studierte am Mills College in San Francisco, machte einen Master in Child Development.
1948 ging sie zurück nach Wien mit einem Projekt des American Friends Service Committee, um einen Versuchskindergarten aufzubauen und Kindergärtnerinnen dafür zu schulen. Da sie keine Lehramtsprüfung vorweisen konnte, blockte die österreichische Bürokratie ihren Wunsch, als Dozentin in der Kindergärtnerinnenausbildung tätig zu werden, ab, und sie kehrte 1950 in die USA zurück. Von 1950 bis 1954 leitete sie die von Anny Angel-Katan gegründete Hanna Perkins Nursery School, ein Lehrkindergarten mit schwierigen Kindern, und arbeitete ab 1950 als Dozentin an der Case Western Reserve University in Cleveland, Ohio, zunächst als Assistant Professor, zuletzt bis 1972 als Professor Emeritus an der School of Medicine, pädiatrische Abteilung, im Cleveland Metropolitan General Hospital. Sie war ab 1955 Direktorin des Child Life and Education Program zur psychischen Betreuung von Kindern in Krankenhäusern und propagierte ihr Modell für andere Krankenhäuser.
Nach dem Tod Robert Planks 1983 kehrte sie 1984 nach Wien zurück.

## Schriften (Auswahl)
- Aus der Praxis der Montessori-Schule. In: Die Quelle, 1927
- Herbert in der Schule. In: Zeitschrift für psychoanalytische Pädagogik, 1933, S. 83–88
- Affektive Förderung und Hemmung des Lernens. In: Zeitschrift für psychoanalytische Pädagogik, 1933, S. 122–128
- Emma Berner (Pseudonym): Eine Einschlafstörung aus Todesangst. In: Zeitschrift für psychoanalytische Pädagogik, 1937, S. 44–45
- Beiträge zur Kinderpädagogik der Gegenwart. Wien : Jungbrunnen, 1950
- Memories of Early Childhood in Autobiographies. In: The Psychoanalytic Study of the Child, 1953
- mit Robert Plank: Emotional Components in Arithmetical Learning, as seen through Autobiographies. In: The Psychoanalytic Study of the Child. 1954
- Working with Children in Hospitals. The Press of the Case Western Reserve University, Cleveland, Ohio, 1962
  - Hilfen für Kinder im Krankenhaus. Übersetzung Heidrun Sutor. München : Reinhardt Verlag, 1973